# Machilly
Machilly település Franciaországban, Haute-Savoie megyében. Lakosainak száma 1139 fő (2022. január 1.). Machilly Bons-en-Chablais, Loisin, Saint-Cergues és Veigy-Foncenex községekkel határos.

## Népesség
A település népességének változása:
| Lakosok száma | 1015 | 1075 | 1103 | 1086 | 1091 | 1098 | 1104 | 1102 | 1139 |
|               | 2013 | 2015 | 2016 | 2017 | 2018 | 2019 | 2020 | 2021 | 2022 |